# Return to Eden
Return to Eden é o terceiro álbum da ópera metal finlandesa Avalon, do Timo Tolkki, lançado em 14 de junho de 2019.
É a primeira parte da trilogia criada por ele, com os álbuns anteriores The Land of New Hope e Angels of the Apocalypse sendo a terceira e a segunda partes, respectivamente.
Como no trabalho anterior, vários cantores de heavy metal foram convidados para interpretar os personagens da história do álbum. Seu primeiro single, "Promises", foi lançado em 15 de abril de 2019. O segundo, "Hear My Call", veio em 20 de maio com um vídeo com letra. O terceiro e último single, "Godsend", foi lançado com um vídeo no dia 17 de junho.

## Recepção da crítica
| Críticas profissionais        | Críticas profissionais |
| Avaliações da crítica         | Avaliações da crítica  |
| Fonte                         | Avaliação              |
| ----------------------------- | ---------------------- |
| Brave Words & Bloody Knuckles | 7/10                   |
| Sonic Perspectives            | 9.4/10                 |

Escrevendo para o Brave Words & Bloody Knuckles, Mark Gromen concluiu que "com certeza as estrelas ficaram felizes em receber o dinheiro extra, mas certamente não é um trabalho que fará as pessoas esquecerem seus empregos diários, tampouco o melhor trabalho de Tolkki."
Jonathan Smith, do Sonic Perspectives, chamou o álbum de "um retorno completo aos bons e velhos tempos da revolução milenar do power metal por volta de 1998" e apontou a mudança total na banda de apoio, bem como a presença de vocalistas menos conhecidos, como dois prováveis fatores contribuintes. Ele disse que o álbum "em grande parte ganha suas asas através de composição forte e uma exibição instrumental altamente impressionante", também elogiando a produção de Aldo e, encerrando, chamou-o de "o maior álbum que Timo montou em cerca de 20 anos" (além do In Paradisum do Symfonia).

## Faixas
| N.º            | Título                                  | Vocalista(s) convidado(s)(a)(s)            | Duração |  |
| 1.             | "Enlighten" (Iluminar)                  | Instrumental                               | 1:08    |  |
| 2.             | "Promises" (Promessas)                  | Todd Michael Hall                          | 4:45    |  |
| 3.             | "Return to Eden" (Voltar a Eden)        | Mariangela Demurtas, Zachary Stevens, Todd | 4:46    |  |
| 4.             | "Hear My Call" (Ouça Meu Chamado)       | Anneke van Giersbergen                     | 5:14    |  |
| 5.             | "Now and Forever" (Agora e Para Sempre) | Todd                                       | 4:10    |  |
| 6.             | "Miles Away" (A Milhas de Distância)    | Zachary                                    | 4:53    |  |
| 7.             | "Limits" (Limites)                      | Eduard Hovinga                             | 4:51    |  |
| 8.             | "We Are the Ones" (Somos os Escolhidos) | Anneke                                     | 5:02    |  |
| 9.             | "Godsend" (Enviados por Deus)           | Mariangela                                 | 4:25    |  |
| 10.            | "Give Me Hope" (Me Dê Esperança)        | Eduard                                     | 5:04    |  |
| 11.            | "Wasted Dreams" (Sonhos Desperdiçados)  | Zachary                                    | 5:30    |  |
| 12.            | "Guiding Star" (Estrela Guia)           | Mariangela                                 | 4:19    |  |
| Duração total: | Duração total:                          | Duração total:                             | 54:07   |  |

| Faixa bônus japonesa |                                                                            |         |  |
| N.º                  | Título                                                                     | Duração |  |
| 13.                  | "Godsend f(instrumental version)" (Enviado por Deus (versão instrumental)) | 4:25    |  |
| Duração total:       | Duração total:                                                             | 58:32   |  |

## Créditos
Conforme fontes:
Instrumentistas
- Timo Tolkki (ex-Stratovarius, Symfonia, Revolution Renaissance) - guitarras principais
- Aldo Lonobile (Secret Sphere) - guitarras
- Andrea Buratto (Secret Sphere) - baixo
- Antonio Agate (Secret Sphere) - piano e teclados
- Giulio Capone (Temperance, ex-Bejelit, Black Oceans, Moonlight Haze) - bateria, piano e teclado

Vocalistas
- Todd Michael Hall (Riot V)
- Anneke van Giersbergen (ex-The Gathering, Anneke van Giersbergen, VUUR)
- Mariangela Demurtas (Tristania, Ardours)
- Eduard Hovinga (ex-Elegy)
- Zachary Stevens (ex-Savatage, Circle II Circle)

Pessoal técnico
- Timo Tolkki & Aldo Lonobile - produção

## Paradas
| Parada (2019)               | Maior colocação |
| --------------------------- | --------------- |
| Suíça (Schweizer Hitparade) | 93              |